# Francisco Armero Peñaranda
Francisco Armero y Fernández de Peñaranda, I Marquès del Nervión i Gran d'Espanya (Fuentes de Andalucía, Sevilla, 3 de maig de 1804 - Sevilla, 1 de juliol de 1866) va ser un marí i polític espanyol.

## Biografia
El seu pare era originari de la Rioja i era el gran de 14 germans. En 1819 se li concedíx plaça de guardiamarina al Departament de Cadis, i l'abril de 1820 obté plaça en la Companyia de Guardiamarines de San Fernando i farà la seva primera instrucció en el vaixell Asia, on va viure el seu primer combat naval quan aquest navili participa en la defensa del Trocadero durant l'entrada a Espanya dels Cent Mil Fills de Sant Lluís en 1823.
El gener de 1824 el navili Àsia va partir al costat del bergantí Arapiles per prestar ajuda a les resistències espanyoles a Xile i el Perú. Després de doblegar el cap d'Hornos els vaixells arribaren a San Carlos de Chiloé el 27 d'abril, on ja tenien ordres d'anar a Callao per reunir-se amb el virrei del Perú, que encara es resistia contra els insurgents. Van complir la missió d'aixecar el setge de Callao. Posteriorment, el navili Asia, juntament amb els bergantines Arapiles i Constante, van posar rumb a les Filipines. Les males condicions de queviures, la falta de pagues va propiciar un motí en l'escala que va fer que l'Asia a Umotang, en l'illa de Guam, a les illes Mariannes. La tripulació va desembarcar a tota l'oficialitat, inclòs Armero, i per continuar fins a Manila va haver d'embarcar l'oficialitat en una fragata ballenera anglesa. A les Filipines van embarcar en la fragata espanyola Savina rumb a Espanya.
En 1828 va participar, a bord del bergantín Diligent en l'alliberament de Melilla, que es trobava assetjada per rebels marroquins. Al desembre de 1828 obté el càrrec d'alferes. Embarcaria al bergantí Guadalete on en 1830 va anar d'observador a la campanya francesa contra Alger.
Quan en 1834 esclatà la Primera Guerra Carlina es va oferir voluntari pel Cantàbric i va ser destinat a la goleta de la marina espanyola Nueva María. Amb ella participà en el setge de Bilbao, i gràcies al seus mèrits el 16 de novembre de 1835 fou ascendit a alferes de navili, el 29 d'abril de 1836 a tinent de navili i el juny li va ser lliurada l'Orde de Primera Classe de Sant Ferran. El 29 de novembre ascendí a capità de fragata i el 24 de desembre es va aconseguir aixecar el setge de Bilbao, raó per la qual el general Espartero li concedeix la gràcia de Coronel de l'Exèrcit de Terra i se li va concedir la Creu de Segona Classe de l'Orde de Sant Ferran. Durant 1837 fou encarregat de la posta de Nervión i en 1838 fou elegit diputat per Sevilla. El 26 de juny de 1839 és nomenat Comandant de les Forces Navals del Cantàbric.
Al gener 1840 la reina li concedeix el càrrec de Brigadier de l'Armada Nacional i és nomenat també comandant general de les forces de Catalunya i València. Arriba a Barcelona al març i a Tortosa activa l'armament dels falutxos Vengador i San Antonio; en menys d'un mes deixa totalment lliure la navegació per l'Ebre, que fins llavors tenien tallades les forces carlistes. Es van destruir els parapets de tres bateries a Enveja i van donar escorta als mercaders que pujaven i baixaven pel riu que fins llavors havia estat detinguts. Amero comptava amb 32 homes però para això va comptar amb l'ajuda de 48 infants de la Companyia de Tortosa. El 20 d'abril va estar a Vinaròs amb el general en cap de l'Exèrcit del Centre i el 21 va ocupar Sant Carles de la Ràpita sense oposició. Tornant a Tortosa va ser atacat per un grup de carlistes, encara que ell i el seu escorta es van parapetar darrere d'una casa i les baixes van fer fugir als carlistes. Amb aquestes accions desaparegueren els últims focus carlins. En juny de 1840 fou nomenat secretari d'estat de Marina, amb rang de Ministre, en el govern d'Evaristo Pérez de Castro. Arran dels enfrontaments entre Espartero i la reina Regent d'aquell mateix any, el 20 de desembre marxa a Fuentes de Andalucía i s'aparta de la política temporalment. L'octubre de 1841 seria arrestat sota l'acusació d'haver donat suport la revolta de Diego de León y Navarrete, però el 15 de març de 1842 en fou exonerat.
En canvi, sí que va participar en la revolta contra Espartero de maig de 1843. Fou nomenat Cap del Primer Districte, que era el que abastava el Port de Cadis, per evitar qualsevol possible atac marítim a la ciutat. De la seva labor es va aconseguir que els enemics no poguessin aïllar la plaça del riu i es va fer possible la comunicació fluvial amb la Junta de Cadis. Poc després la reina l'ascendiria a tinent general. El 3 de maig de 1844 fou nomenat Ministre de Marina, Comerç i Governació d'Ultramar, càrrec que va ocupar fins al 28 de gener de 1847, al mateix temps que era nomenat Capità General de Madrid. Aprofità el seu càrrec per intentar reformar la flota espanyola i augmentar-ne els seus efectius. Va tornar a ser nomenat ministre el 6 d'abril següent i va formar part de la comissió que va redactar la nova constitució, proclamada el 23 de maig de 1845. En 1844 també va rebre la Gran Creu d'Isabel la Catòlica i el 1846 la Gran creu de Carles III. En 1845 fou nomenat senador vitalici.
El 29 de setembre de 1846 és nomenat Gentilhome de cambra amb exercici i presta jurament a Palau davant el Duc d'Híjar en 1847. La Reina també va voler premiar a la seva dona, Josefa Díaz Armero, i el 2 de novembre de 1847 la nomena dama de l'Orde de les Dames Nobles de la Reina Maria Lluïsa, orde instituïda per Carles IV en 1794. Per Reial Ordre del 14 de gener de 1847 se li concedeix també la gran creu de l'Orde de Sant Hermenegild, que li corresponia pels seus anys de servei.
Després de la seva labor ministerial es retira a Fuentes, tornant a Palau la nit del 26 de març de 1848, quan es donaven desordres revolucionaris a la Cort. Quan es produeix a Sevilla la revolta dels progressistes en aliança amb alguns militars es dirigí a la ciutat a protegir els Ducs de Montpensier, que eren un dels blancs dels revoltats.
En maig de 1848 és nomenat Comandant General de la Posta de l'Havana. El 30 d'abril de 1850 el llavors Ministre de Marina, Roca de Togores, Marquès de Molins, li va comunicar a Armero que havia aconsellat al govern l'augment de la força naval perquè protegissin la marina mercant. Per a aquests nous bucs va encarregar a Armero que ordenés el tall de fustes. S'havia acordat la construcció de 6 navilis, 12 fragates, 6 corbetes, 18 bergantines, 6 goletes, 4 urques i 4 vapors amb força de 500 a 1000 cavalls. El maig de 1850 va lluitar contra el rebel annexionista Narciso López, a qui va detenir a Key West (Florida).
El juny de 1851, un cop tornar a la Península, fou nomenat ministre de Marina en el govern de Juan Bravo Murillo. En 1855 va ser el responsable de la fundació del Col·legi Naval de Sant Ferran. Al febrer de 1856 va ser nomenat capità general de l'Armada.
Va arribar a ser President del Consell (1857-1858) i al febrer de 1864 li va ser concedit el títol de Marquès del Nervión, riu que passa per Bilbao, en homenatge a la seva labor en els setges de Bilbao. Al seu poble natal té dedicada un carrer anomenat General Armero. Entre setembre de 1864 i juny de 1865 va ser novament Ministre de Marina.